# Processo di cognizione
In diritto il processo di cognizione  o processo cognitivo può essere definito come quel giudizio in cui il giudice è chiamato ad accertare la situazione di fatto esistente tra le parti in controversia, ad individuare la norma giuridica che deve essere applicata nella fattispecie e a decidere con sentenza, definendo la questione sorta.
Si parla di processo di cognizione per indicare l'attività con cui si accertano le condizioni ed i presupposti di diritto e di fatto per pervenire all'accoglimento o al rigetto della domanda, con valutazioni che vengono accertate attraverso le prove.
Con il processo di cognizione l'attore chiede al giudice di affermare la situazione di diritto esistente tra le parti, cioè di accertare i fatti e applicare le norme giuridiche per risolvere il contrasto con il convenuto.

## Presupposti
Normalmente il diritto sostanziale, che si occupa di stabilire le regole sulle possibili relazioni che si creano fra i membri di una società, trova una sua automatica applicazione, nel senso che i soggetti, di solito, si adeguano ad esso spontaneamente. Quando ciò non accade e si verifica una violazione delle norme sostanziali, allora interviene l'attività giurisdizionale, che si esercita attraverso un procedimento denominato processo.

## In Italia
Il processo di cognizione si differenzia in genere a seconda del tipo di tutela richiesta: civile, penale, amministrativa, tributaria.
L'attività di cognizione in senso proprio investe sempre l'attività del giudice, sia esso statale che privato (arbitro), in quanto diretta al necessario e preliminare accertamento dei fatti, con la conseguenza che molte di queste regole sono applicate per rinvio anche nel processo amministrativo e tributario, nell'arbitrato e nei procedimenti speciali a seguito delle opposizioni.

### Principi generali
Il processo è un procedimento caratterizzato al suo interno da alcuni principi fondamentali:
- principio del diritto di azione (art. 24, comma 1 della Costituzione);
- principio di terzietà e di imparzialità del giudice (art. 111, comma 2 della Costituzione);
- principio del contraddittorio (ar. 24, comma 2 e art. 111, comma 2 della Costituzione);
- principio della domanda, che rappresenta un corollario del principio di terzietà ed imparzialità del giudice (art. 24, comma 1 della Costituzione ed art. 99 c.p.c.);
- principio di effettività della tutela.

Preliminarmente, riguardo al principio del diritto all'azione la tutela giurisdizionale è garantita dall comma 1 dell'art. 24 della Costituzione afferma che:
Questo significa che lo Stato è obbligato ad approntare una tutela giurisdizionale a difesa di quei diritti attribuiti ai cittadini attraverso le norme di diritto sostanziale. Ma significa, anche, che il cittadino può utilizzare o meno tale tutela, oppure può rivolgersi alla tutela privata, ossia all'arbitrato.
Il principio della terzietà del giudice significa che questi deve essere indipendente da qualsiasi altro potere statale e deve essere terzo anche rispetto alle parti in causa. Per questo motivo il giudice deve essere imparziale, cioè non deve essere legato da interessi personali con nessuna delle parti in causa. Egli deve inoltre limitarsi a quanto richiesto dalle parti, nel senso che i suoi poteri decisori non possono andare oltre l'oggetto della domanda, così come definita dalle parti negli atti introduttivi (citazione e comparsa di risposta).
Il principio del contraddittorio, dispone che le parti che siano messe in grado di partecipare al processo a parità di condizioni, di potersi difendere e di poter provare quanto affermano.
Il principio di effettività della tutela obbliga lo Stato ad approntare una tutela cautelare ed una tutela esecutiva. La prima deve evitare che il decorso del tempo possa impedire l'utilità pratica del ricorso all'attività giudiziaria; la seconda deve garantire l'esecuzione concreta di una obbligazione.

### Il processo civile
Il processo civile prevede generalmente tre grandi aree:
- la tutela dichiarativa (con funzione di mero accertamento, di condanna o costitutiva);
- la tutela esecutiva (con funzione di attuazione del diritto e, quindi, strumentale all'attuazione di una obbligazione);
- la tutela cautelare (con funzione di assicurazione del diritto, per evitare che il trascorrere del tempo possa pregiudicare irrimediabilmente l'avente diritto).

Tale tipo di processo è disciplinato dal codice di procedura civile italiano al Libro II;in particolare sono trattate le regole predisposte per il procedimento davanti al Tribunale (Titolo I del Libro II) o davanti al Giudice di Pace (Titolo II del Libro II), incluse quelle che si applicano alle controversie in materia di lavoro (Titolo IV del Libro II), e quelle che si applicano alle impugnazioni  (Titolo III del Libro II).